# Paweł Pieniążek (filozof)
Paweł Pieniążek (ur. 1957) – polski filozof, historyk i tłumacz.

## Życiorys
Studiował historię (1981), a następnie filozofię (1984). W 1994 obronił doktorat z filozofii (promotor: Wiesław Gromczyński; tytuł pracy: Ja - Nieskończoność - Inny w Emmanuela Levinasa filozofii transcendencji), w 2008 uzyskał habilitację (na podstawie rozprawy: Suwerenność a nowoczesność. Z dziejów poststrukturalistycznej recepcji myśli Nietzschego).

## Działalność naukowa
Jest pracownikiem naukowo-dydaktycznym Uniwersytetu Łódzkiego. Pełni funkcję Kierownika Katedry Filozofii Współczesnej na tamtejszym Wydziale Filozoficzno-Historycznym.
Specjalizuje się w nurtach filzofii francuskiej oraz niemieckiej. Jest znawcą m.in. Nietzschego, Foucaulta, Derrida, Deleuze'a, czy Badiou, których dzieła przełożył na język polski.

## Wybrane publikacje
- Suwerenność a nowoczesność. Z dziejów poststrukturalistycznej recepcji myśli Nietzschego (Wydawnictwie Uniwersytetu Łódzkiego, Łódź 2006)
- Brzozowski. Wokół kultury: inspiracje nietzscheańskie (IFiS PAN, Warszawa 2004).